# Flugplatz Werneuchen

i7
i11
i13
Der Flugplatz Werneuchen (ICAO-Code: EDBW) ist ein östlich von Berlin gelegener Flugplatz in Werneuchen in Brandenburg.
Er ist klassifiziert als Sonderlandeplatz und wird vorrangig von Ultraleichtflugzeugen frequentiert. Die höchstzulässige Abflugmasse beträgt 5,7 t. Die Frequenz des Flugplatzes ist 128,740 MHz.

## Geschichte

### Zeit des Nationalsozialismus

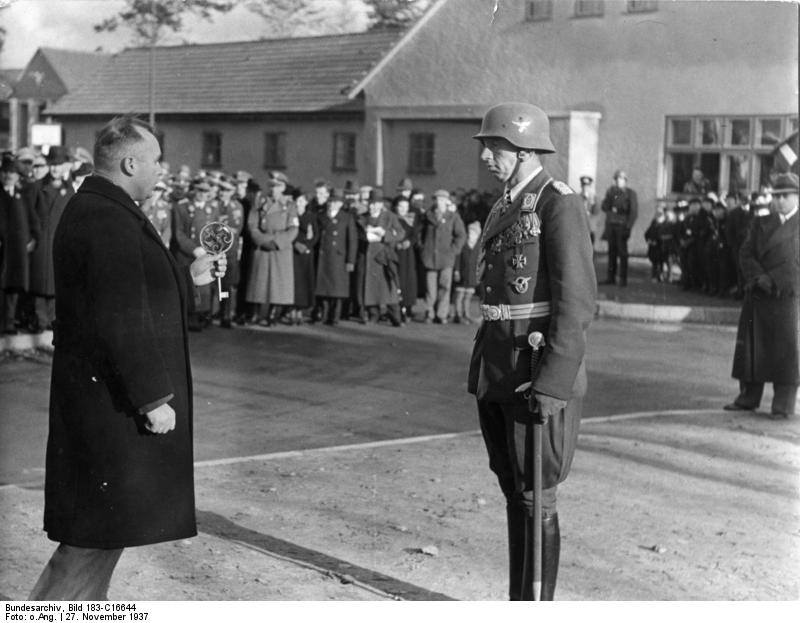
Schlüsselübergabe des Luftwaffenobjekts am 27. November 1937. Rechts Theo Osterkamp

Der Flugplatz wurde als Ausbildungsplatz der Luftwaffe ab 1935 errichtet, nachdem im gleichen Jahr das Reichsluftfahrtministerium das Gelände erworben hatte. Der Bau der eigentlichen Anlagen begann im Frühjahr 1936 und wurde im November des folgenden Jahres abgeschlossen. Am 27. November 1937 wurde die Garnison der Wehrmacht offiziell eingeweiht und der Jagdfliegerschule Werneuchen übergeben. Am 20. Mai 1940 wurde die Einheit in Jagdfliegerschule 1 umbenannt, bevor sie Ende 1942 die Bezeichnung Jagdgeschwader 101 erhielt und am 1. April 1943 nach Beendigung des Schulbetriebes nach Südfrankreich verlegte.
Zur Vorbereitung des Überfalls auf Polen wurden im August 1939 Teile des KG 26 nach Werneuchen verlegt, auch nutzten Teile des KG 27 den Platz Anfang September 1939 als Ausgangspunkt für Bombeneinsätze. Im März 1942 erfolgte die Aufstellung der IV./JG 1 und deren anschließende Verlegung nach Döberitz.
Ab 1943 wurden in Werneuchen auch immer wieder Nachtjagdeinheiten wie Teile des NJG 5 stationiert. Später kamen noch verschiedene Jagd- und Schlachtverbände hinzu, die besonders im Januar/Februar 1945 Einsätze gegen die sowjetischen Truppen an der Oder flogen. Im November/Oktober 1943 erfolgten am Platz Tests mit dem Radargerät FuG 200 durch die Erprobungsstaffel für Schiffsbekämpfung.
Am 20. April 1945 besetzten Einheiten der Roten Armee den Flugplatz, nachdem sich die verbliebenen Bodeneinheiten fluchtartig zurückgezogen hatten. Anschließend erfolgte die Stationierung der mit Pe-2 ausgerüsteten 241. Bombenfliegerdivison (BAD), die noch in den letzten Kriegstagen Einsätze gegen Ziele in und östlich von Berlin sowie im Raum Beeskow flogen.

### Nachkriegszeit und Kalter Krieg

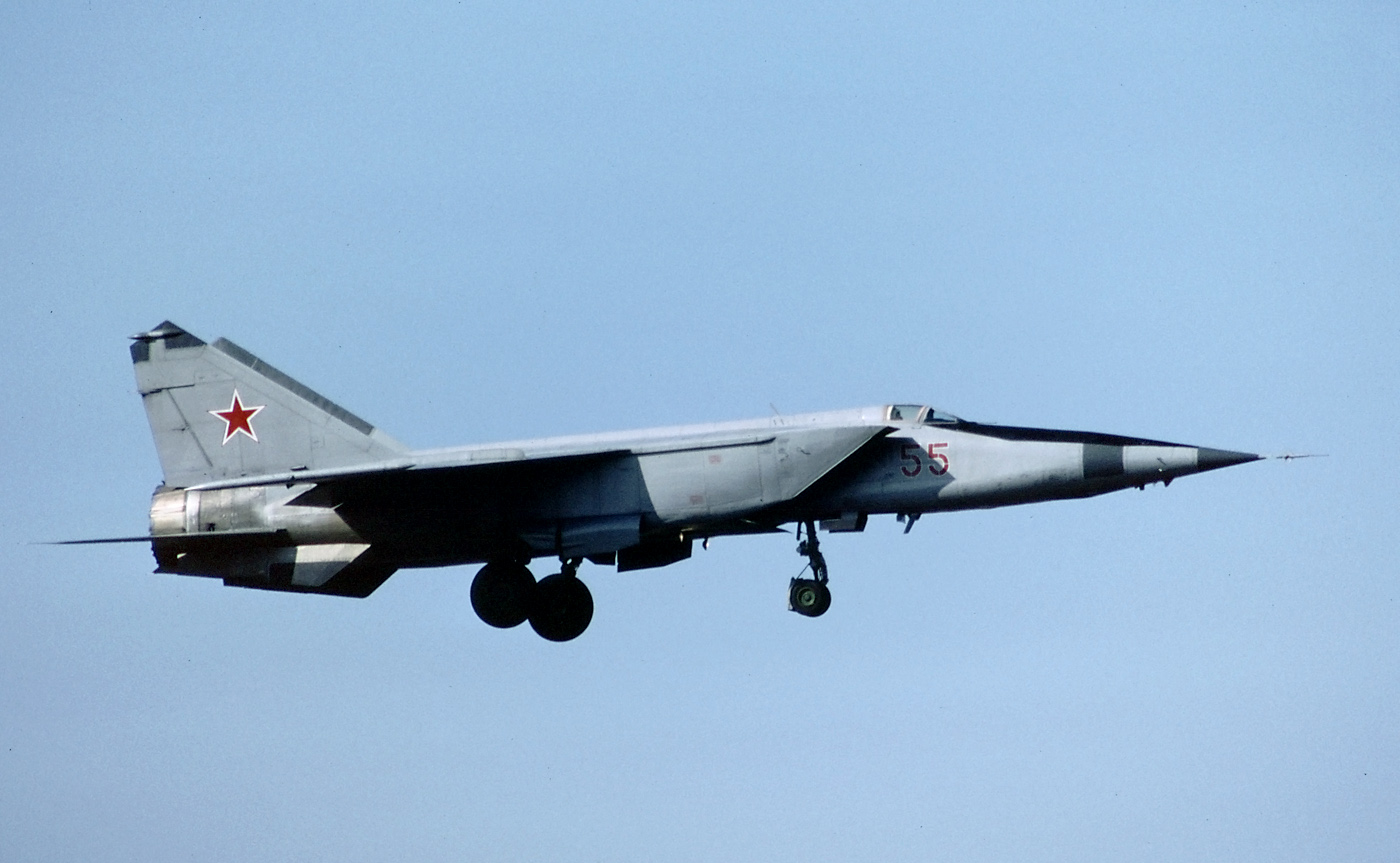
MiG-25RBW des 931. Gw ORAP bei der Landung in Werneuchen (1991)

Nach dem Zweiten Weltkrieg nutzte die Sowjetarmee den Flugplatz im Rahmen der 16. Luftarmee weiter. Stationiert waren ab 1947 wiederum die Pe-2-Frontbomber des 24., 779. und 985. Bombenfliegerregiments (BAP). 1949 kam die Stabsführungsstaffel der 20. Garde-Truppenarmee (Gw OA) hinzu, die aus der am 1. Mai des Jahres aufgestellten 41. Selbstständigen Gemischten Fliegerstaffel (OSAE) bestand. Sie verlegte 1968 nach Oranienburg, kehrte aber 1990 als 41. Selbstständige Hubschrauberstaffel (OWE) nach Werneuchen zurück und verblieb hier bis zum Abzug der sowjetischen Truppen im Jahr 1993. Die 41. OWE war der letzte sowjetische Truppenteil in Deutschland, der die Mi-2 flog.
1951/1952 erfolgte ein erster umfassender Ausbau des Platzes unter Einbeziehung der verbliebenen deutschen Infrastruktur. Unter anderem wurde eine betonierte Start- und Landebahn von 2500 × 80 m angelegt. Ab 1953 wurden die ersten Strahlbomber IL-28 stationiert. Ein Jahr später verlegte der Stab der 132. BAD und mit ihm das unterstellte und ebenfalls mit der IL-28 ausgerüstete 63. sowie 668. BAP auf den Platz, wobei letzteres bereits zwei Jahre später nach Brand umzog. Das 63. BAP wurde später auf die Jak-28 umgerüstet. 1968 erfolgte seine Verlegung nach Tschernjachowsk. Abgelöst wurden die Frontbombereinheiten 1968/1969 durch das 931. Selbstständige Garde-Aufklärungsfliegerregiment (Gw ORAP), hauptsächlich ausgestattet mit Jak-27 und Jak-28.

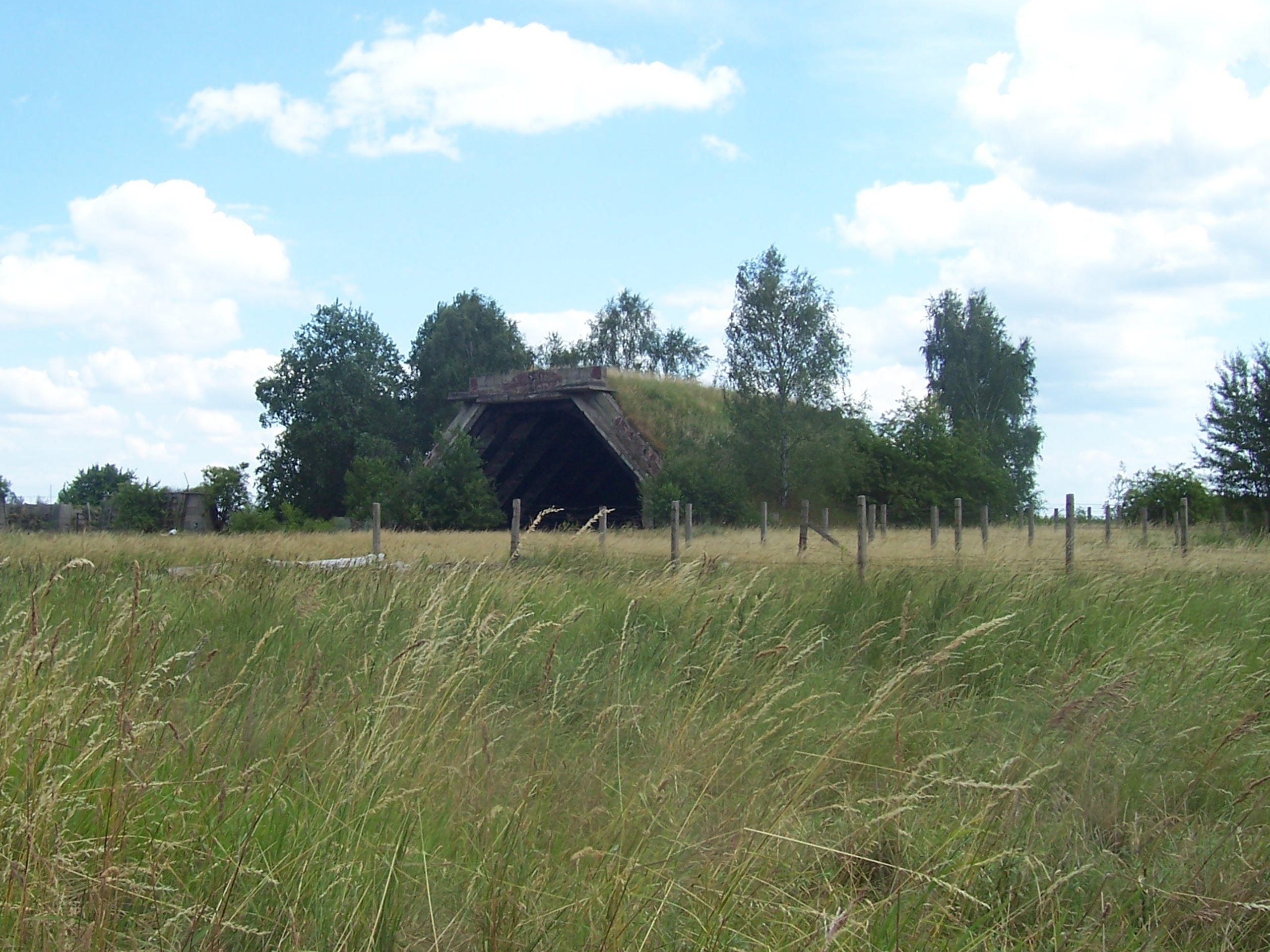
Bogendeckung AU-16/2 der 16. Luftarmee zur Aufnahme von MiG-25

Werneuchen diente auch immer wieder zur kurzzeitigen Stationierung von Fernbombern, etwa 1955/1956 von Tu-4 oder des Öfteren von Tu-16. Auch Transporter wie IL-14 und An-12 flogen den Platz an. Im August 1957 landete eine Tu-104 mit dem sowjetischen Parteichef Nikita Chruschtschow zu einem Staatsbesuch in der DDR in Werneuchen.
Von März bis Oktober 1971 wurde Werneuchen erneut ausgebaut. Unter anderem erfolgte die Errichtung eines Sonderwaffenlagers vom Typ Granit-2 für die Lagerung von Kernwaffen. Die Errichtung einer unterirdischen Tankanlage unter der Vorstartlinie gehörte zu den 1973/1974 durchgeführten Erweiterungen, um die Stationierung von MiG-25-Aufklärern zu ermöglichen, die ab 1974 erfolgte. Die MiG-25 des 931. Gw ORAP blieben bis 1991 in Werneuchen, wo nach dem politischen Umbruch bei einem Tag der offenen Tür am 1. Mai 1991 erstmals in Deutschland eine Maschine dieses Typs besichtigt werden konnte.
Am 21. Mai 1991 wurde das 931. Gw ORAP aufgelöst, die verbliebenen MiG-25 nach Neu-Welzow überführt, wo sie die dritte Staffel des 11. ORAP bildeten und schließlich Anfang Juli in die Sowjetunion zurückverlegt wurden. Der Flugplatz wurde nach letzten Materialverbringungsflügen durch IL-76- und An-22-Transporter im September 1993 an das Bundesvermögensamt Frankfurt (Oder) übergeben, nachdem er schon im Jahr zuvor für die zivile Nutzung freigegeben worden war.

### Nachwendezeit

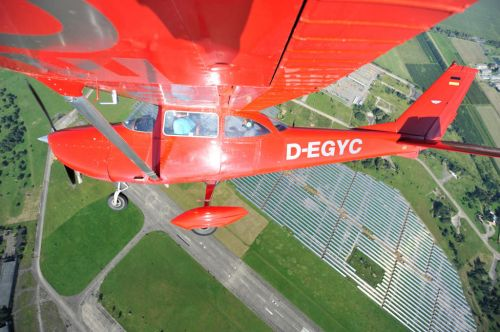
Flugbetrieb über dem Flugplatz

Seit der Wende und dem Abzug der sowjetischen Truppen wird der Platz zivil genutzt. Aufgrund des geringen Verkehrsaufkommens von weniger als 1000 Starts und Landungen im Jahr werden die Wiesen auf dem Gelände des Flugplatzes für die Schafhaltung genutzt.
Aufgrund von illegalen Autorennen auf dem Platz und auch auf der Startbahn wurde die Bahn geteilt, um diese künftig zu verhindern. Dazu wurde ein ca. 0,7 m hoher Erdwall aufgeschüttet, welcher die Bahn in einen 900 m langen westlichen und einen 1499 m langen östlichen Abschnitt teilt. Für den Flugbetrieb ist nur noch der östliche Abschnitt zugelassen. Am 5. Januar 2023 wurde das permanente NOTAM E0021/23 veröffentlicht, mit dem die Dimension der Start- und Landebahn 08/26 auf 800 m × 23 m und die höchstzulässige Abflugmasse auf 2000 kg beschränkt werden. Am 20. Januar 2025 wurde die Dimension der Start- und Landebahn 08/26 auf 800 m × 28 m festgelegt.
Der Aeroclub „Melli Beese“ e. V. und die Ultraleichtflugschule Rosemann sind auf dem historischen Platz mit Ausbildungs- und Trainingsflügen aktiv. Darüber hinaus wird der Platz von zahlreichen privaten Piloten des Nord- und Südteiles genutzt.

## Verkehr
Der Flugplatz Werneuchen liegt direkt an der B 158 ca. 18 km außerhalb des Berliner Rings mit Anschluss an die Niederbarnimer Eisenbahn.

## Zwischenfälle
- Am 15. Januar 1957 kamen beim Absturz eines sowjetischen Il-28-Bombers des in Werneuchen beheimateten 63. Bombenfliegerregiments alle drei Besatzungsmitglieder ums Leben. Ihre Beisetzung erfolgte in Eberswalde.[2]
- Am 10. Juli 2002 wurde der aufgeschüttete Erdwall (siehe oben im Abschnitt Nachwendezeit) einem Flugzeug der Schweizer Fluggesellschaft Swiss zum Verhängnis. Das Flugzeug des Typs Saab 2000 mit dem Luftfahrzeugkennzeichen HB-IZY setzte auf dem westlichen Teil der Bahn auf, verlor beim Überrollen des Erdwalls das Fahrwerk und musste als Totalverlust abgeschrieben werden. Ein Passagier wurde dabei leicht verletzt.[3][4] Zuvor war der Swiss-Flug LX 850 auf dem Weg vom Flughafen Basel zum Flughafen Hamburg. Aufgrund schlechter Wetterverhältnisse brach die Besatzung den Anflug auf den Hamburger Flughafen ab. Wegen der starken Gewitterfront schien ihr ein Erreichen des Ausweichflughafens Bremen nicht möglich, sie steuerte nach Warteschleifen über Lübeck zunächst den Flughafen Hannover an, wich dann aber weiter östlich mit Ziel Berlin aus. Nachdem sich während des Weiterflugs auch die Wetterverhältnisse auf den Berliner Flughäfen dramatisch verschlechtert hatten und trotz der schwindenden Treibstoffreserven eine Ausweichlandung in Berlin-Tegel nicht durchgeführt werden konnte, entschied sich die Besatzung zur Notlandung in Werneuchen. Da sie nicht über Kartenmaterial bezüglich des Flugplatzes Werneuchen verfügte, war ihr die Existenz des Erdwalls nicht bekannt.
- Am 12. August 2004 verunglückte ein Geschäftsreiseflugzeug des Typs Beechcraft King Air. Bei dem Unfall wurden alle sechs Personen an Bord verletzt. Das Flugzeug war zuvor in westlicher Richtung gestartet. Wegen auslaufenden Treibstoffs versuchte die Besatzung eine sofortige Landung. Dabei stürzte das Flugzeug am östlichen Ende der Landebahn aus geringer Höhe auf eine Wiese.[5]
- Am 10. Juni 2019 stürzte ein Ultraleichtflugzeug des Baujahres 1993 kurz nach dem Start ab. Der Pilot verstarb am Unfallort. Die genaue Unfallursache ist noch nicht bekannt.[6]

## Trivia
In Dieter Moors Buch Was wir nicht haben, brauchen Sie nicht wird der Flugplatz mehrfach erwähnt.